# Robert – Die Puppe des Teufels
Robert – Die Puppe des Teufels (Originaltitel: Robert the Doll) ist ein britischer Horrorfilm aus dem Jahr 2015. Regie führte Andrew Jones, das Drehbuch stammt ebenfalls von ihm. Premiere hatte er am 24. August 2015 in den britischen Kinos, in Deutschland erschien er am 24. Mai 2016 direkt auf DVD und Blu-ray. 2016 entstand mit Robert 2 – Die Rückkehr der Teufelspuppe (The Curse of Robert the Doll) eine Fortsetzung.
Der Film basiert auf einer gleichnamigen Puppe in den USA.

## Handlung
Jenny und Paul Otto leben mit ihrem Sohn Gene in einem eigenen Haus. Jenny entlässt ihre alte Haushälterin Agatha, nachdem sie merken, dass diese mit zunehmendem Alter immer seniler wird und darunter auch ihre Arbeitsleistung leidet. Kurz bevor Agatha geht, schenkt sie Gene eine Puppe namens „Robert“ und sagt dem Jungen, dass sie nun sein neuer Freund sei und Robert ihn immer beschützen werde. Jenny teilt Agatha mit, dass ihr die Kündigung leid tue, doch Letztere verlässt das Haus mit den Worten: „Das wird es allerdings.“
Von nun an geschehen merkwürdige Dinge in dem Haus: In der Küche ist überall Zucker verstreut und ein von Jenny gemaltes Bild wurde mit Farbe bespritzt. Anfangs versucht sie sich einzureden, dass Gene ihnen womöglich Streiche spielen will und fordert ihn auf, dies zu unterlassen. Jenny und Paul stellen eine neue Haushälterin ein, diese wird aber von der Puppe die Treppe hinunter geschubst und dabei schwer verletzt. Die Lage wird zunehmend bedrohlicher und Jenny wird immer nervöser. Paul zweifelt jedoch an ihr und redet sich ein, dass seine ohnehin psychisch angeschlagene Frau einfach mit den Nerven fertig sei.
Später findet Jenny auf ihrem Spiegel im Schlafzimmer das Wort: „Die“ (deutsch: „stirb“), welches mit rotem Lippenstift geschrieben wurde. Diesen hält die Puppe in der Hand, nachdem Jenny zum Zimmer ihres Sohnes gegangen ist und Gene fragt, ob er denn der Verursacher sei. Ein paar Tage später verbringen Paul und Jenny einen gemeinsamen Abend außer Haus und lassen Gene von einer Nanny beaufsichtigen. Nachdem sie zurückkehren, finden sie die Haustür sperrangelweit offen vor und die Nanny ist verschwunden. Gene schläft jedoch in seinem Zimmer. Wütend versucht Jenny, die Eltern der Nanny zu erreichen, welche ihr mitteilen, dass diese tot sei. In einer Art Rückblende sieht der Zuschauer, wie Robert die Nanny bis zu ihrem Haus verfolgt und schließlich getötet hat.
Anschließend spricht Jenny erneut mit Gene und erfährt, dass Robert zumeist „recht lustig“ sei, zuweilen aber auch „sehr böse werden“ könne, wenn er sich „nicht geliebt“ fühlt. Ebenso erfährt sie von Gene, dass Robert sprechen könne, jedoch nur zu ihm. Auch soll Robert die ganzen Streiche und Straftaten eigenhändig ausgeführt haben. Nach diesem Gespräch bringt Jenny die Puppe in den Gartenschuppen und sucht anschließend Agathas Haus auf. Diese ist mittlerweile verstorben, jedoch findet Jenny Hinweise auf die vorherigen Hausbewohner und stattet diesen einen Besuch ab. Nach einigem Zögern berichten diese, dass der Puppe der Geist eines Jungen namens Robert innewohne, der von seinem Vater getötet worden sei. Die Puppe hatte der Junge dabei in den Armen. Später ging die Puppe in den Besitz von Roberts Cousinen über, worüber sie dann zu Agatha gelangte, welche mit schwarzer Magie den Geist des Jungen beschwörte und in die Puppe einschloss.
Man rät Jenny, schnellstens nach Hause zurückzukehren und die Puppe zu zerstören, was diese auch beherzigt. Währenddessen besichtigt Paul die von seiner Frau gemalten Bilder, welche düstere Visionen zeigen. Am Abend verabschiedet sich Gene beim Zubettgehen mit den Worten „Auf Wiedersehen, Dad“, anstatt, wie sonst üblich, mit „Gute Nacht“. Kurze Zeit später wird Paul von Robert mit einem Baseballschläger von hinten auf den Kopf geschlagen und bricht zusammen. Als Jenny später im Haus ankommt, findet sie Paul auf dem Boden liegend vor und versucht anschließend, in Genes Zimmer zu gelangen. Die Tür ist jedoch verschlossen und Gene antwortet auch nicht auf die Rufe seiner Mutter. Währenddessen schleicht sich Robert von hinten an Jenny heran und will diese ebenfalls erschlagen. Doch der inzwischen wieder zu Bewusstsein gekommene Paul kann die Puppe mit einem Messer in den Bauch scheinbar töten. Nun gelangen beide auch in Genes Zimmer, welcher schockiert auf die Puppe starrt.
Drei Wochen später scheint der normale Alltag eingekehrt zu sein und Paul möchte ein Bad nehmen, während Jenny weiter an ihren Bildern malt. Beim Händewaschen in der Küche fällt ihr auf, dass ein Messer fehlt. Plötzlich hört sie Paul ihren Namen rufen und rennt Richtung Bad im Obergeschoss. Auf der Treppe steht Gene mit blutbespritztem Hemd und Gesicht. Mit diesem Bild endet der Film.

## Synchronisation
Die deutschsprachige Synchronisation entstand nach einem Dialogbuch von Stephanie Henze im Auftrag von City of Voices.
| Rolle                 | Darsteller           | Synchronsprecher         |
| --------------------- | -------------------- | ------------------------ |
| Jennifer „Jenny“ Otto | Suzie Frances Garton | Gabriele Schramm-Philipp |
| Paul Otto             | Lee Bane             | Lutz Harder              |
| Gene Otto             | Flynn Allen          | Jannes Wichmann          |

## Kritiken
Der Film erhielt überwiegend negative Kritiken und erzielte bei IMDb eine durchschnittliche Bewertung von 3,0 der möglichen 10 Punkte. Das Lexikon des internationalen Films urteilt: „Mit einfachsten Mitteln inszenierter Horrorfilm um ein vom Teufel besessenes Spielzeug, der auf Spezialeffekte verzichtet, erzählerisch wie inszenatorisch aber wenig bietet.“